# Fontanes-du-Causse
Fontanes-du-Causse foi uma antiga comuna francesa na região administrativa de Occitânia, no departamento de Lot. Estendia-se por uma área de 15,01 km². Em 2010 a comuna tinha 75 habitantes (densidade: 5 hab./km²).
Em 1 de janeiro de 2016, ela foi incorporada ao território da nova comuna de Cœur-de-Causse.